# Terrenoire (groupe musical)
Pour les articles homonymes, voir Terrenoire (homonymie).
Terrenoire est un groupe musical français, originaire de Saint-Étienne et fondé en 2017.

## Histoire
Le groupe est un duo de deux frères, Raphaël et Théo Herrerias, originaires du quartier Terrenoire à Saint-Étienne.
Raphaël, né en 1990, l'aîné, chante et écrit. Théo, né en 1996, s'occupe des arrangements et de la production.
Les deux frères ont des origines espagnoles. Leur père et leurs oncles, du côté espagnol, vivaient à côté du stade Geoffroy-Guichard.
Ils ont un frère aîné, Romain. Leurs parents étaient professeurs d'anglais.
Leurs goûts sont éclectiques : Alain Bashung, Magma, Radiohead, Frank Zappa et Prince.
Raphaël joue de la guitare dès l'âge de 12 ans avec son oncle, Freddy Kroegher, musicien. Avec lui, il fait ses premiers pas sur scène.
Théo fait ses débuts sur scène à la Clef de Voûte, à Saint-Étienne, à l'âge de 12 ans avec un groupe formé avec des copains, sa cousine et son oncle : les Duc de Terrenoire Block Party. Théo joue du saxophone qu'il a étudié au Conservatoire.
En 2011, Raphaël, alors étudiant en musicologie, participe à l'émission X Factor sur M6. Quelques années plus tard, il travaille pour la production musicale de l'émission The Voice : La Plus Belle Voix. Il est chargé de faire répéter les candidats.
En 2016, Théo rejoint Raphaël à Paris. Ils montent le duo Terrenoire.
En  2018, ils sortent leur premier EP intitulé Terrenoire.
Il débute sur scène par des premières parties de Clara Luciani, Eddy de Pretto, Feu! Chatterton. Le titre La fin du monde est interprété avec Barbara Pravi, rencontrée durant une résidence d'écriture.
Le premier album de Terrenoire, « Les Forces contraires », sort en août 2020 ; il est produit par son label Black Paradiso. Black Paradiso est, selon France Inter, « un jardin d'Eden surréaliste inspiré par la désolation d'un monde ouvrier, un mélange de pulsion populaire et de mysticisme ». Ils écrivent une chanson pour Louane, Désolée.
En juin 2021, ils enregistrent le titre Ça va aller avec Pomme. Le clip est tourné au festival du Printemps de Bourges en 20 minutes. Ils sont invités par Bernard Lavilliers sur son album Sous un soleil énorme pour le titre Je tiens d'elle qu'ils ont composé ensemble, qui rend hommage à Saint-Étienne. Ils publient le premier épisode de leur émission de radio Rien de mieux que le bruit sur Grünt.
« Les Forces contraires » est réédité le 4 février 2022 augmenté du morceau L'Infini. L'album est réalisé dans une cave du 17e arrondissement de Paris. Le peintre Leny Guetta dessine la pochette.
Le 24 janvier 2025, ils sortent leur deuxième album Protégé.e.

## Discographie

### Albums studio
- 2018 : Terrenoire (EP) (Black Paradiso / Virgin Music / Universal Music)
- 2020 - Les forces contraires (Black Paradiso / Virgin Music / Universal Music)
- 2025 - Protégé.e (Black Paradiso / Virgin Music / Universal Music)